# Psara ambitalis
Psara ambitalis là một loài bướm đêm trong họ Crambidae.